# 크리스토퍼 대니얼스
크리스토퍼 다니엘스(Christopher Daniels)는 본명은 대니얼 크리스토퍼 카벨(Daniel Christopher Covell, 1970년 3월 24일 ~ )는 미국의 남자 프로레슬링선수다. TNA에서 포튠의 일원으로 활약했다. 1993년 프로레슬링 입문으로
키는 180cm 몸무게는 102kg이다. 피니쉬는 엔젤스 윙즈(스피닝 더블 언더훅 페이스버스터), 비엠이/베스트 문설트 에버(더블 점프 문설트), 브릿지 노던 라이츠 수플렉스, 라스트 라이트 (스윙 리버스 넥브레이커), 리버스 에스티오 팔로우 코지 클러치, 스파이시 드롭(아르젠틴 페이스버스터), 수어사이드 솔루션(오버헤드 레그 훅 벨리 투 백 수플렉스)로 사용을 한다.

## Professional wrestling highlights
- Finishing moves
  - Angel's Wings (Spinning double underhook facebuster)
  - BME / Best Moonsault Ever (Double jump moonsault)
  - Bridging northern lights suplex
  - Last Rites (Swinging reverse neckbreaker)
  - Reverse STO followed koji cltch
  - Spicy Drop (Argentine facebuster)
  - Suicide Solution (Overhead leg hook belly to back suplex) - as Suicide
- Signature moves
  - Body slam
  - Curry slam (Side slam)
  - Diving cutter
  - Double knee gutbuster
  - Domo Lariato (Running lariat)
  - Hi-C (Diving crossbody)
  - High knee
  - Jumping headbutt drop
  - Multiple back elbow smash variations
    - Diving
    - Leaping
    - Multiple
    - Running
    - Spinning
    - Springboard

  - Multiple driver variations
    - Electric chair
    - Running death valley
    - Snapmare

  - Multiple kick variations
    - High
    - Running drop
    - Side
    - Spinning enzuigiri

  - Multiple STO variations
    - Diving
    - Lifting
    - Sitout reverse

  - Multiple suplex variations
    - Exploder
    - Full nelson
    - German
    - Multiple gutwrench
    - Spinning side sometimes from an elevated position
    - Swinging vertical

  - Fall from Grace (Modified cross-armed iconoclasm to an opponent on the third string)
  - Reverse hurricanrana
  - Running chop drop
  - Slingshot monkey
  - Slingshot somersault plancha
  - Spicy Elbow (Professional wrestling strikes#Running delayed elbow drop)
  - Standing powerbomb
  - Tokyo Dangerous (Spinning belly to back backbreaker)
- Managers
  - Allison Danger
  - Angelica
  - Jim Cornette
  - Simply Luscious
- Nicknames
  - "Fallen Angel"
  - "Mr. TNA"
- Entrance themes
  - "Disposable Teens" by Marilyn Manson (IWC/[[Pro Wrestling Guerrilla|PWG]/ROH)
  - "Fallen Angel" by Tricky (FWA)
  - "Guerilla Radio" by Rage Against The Machine (MPW/ROH)
  - "Head Like A Hole (Slate Remix)" by Nine Inch Nails (ECW)
  - "Manson" by Dale Oliver (TNA)
  - "Wings Of A Fallen Angel" by Dale Oliver (TNA)
  - "Fortune 4" by Dale Oliver (TNA; used while part of Fortune)
  - "Devious" by Dale Oliver (TNA; used while teaming with Kazarian)
  - "Bad Influence" by Dale Oliver (TNA; used while teaming with Kazarian)
  - "Your Sexy Beast" by Kushinator (ROH; used while teaming with Kazarian)
  - "Get Yourself Addicted" by Vextëmper Music (ROH)
  - "SCU" by Vextëmper Music (AEW)

## 수상
- AAW 챔피언 (1회)
- APW 월드와이드 인터넷 챔피언 (1회)
- 킹 오브 더 인디즈 (2000)
- 내추럴 헤비웨이트 챔피언 (1회)
- 아이언맨 헤비웨이트 챔피언 (1회)
- ECWA 헤비웨이트 챔피언 (2회)
- 슈퍼 에인 토너먼트 (2000, 2004)
- ECWA 홀 오브 페임 (2001)
- EWF 헤비웨이트 챔피언 (1회)
- FWA 브리티쉬 헤비웨이트 챔피언 (1회)
- 배틀필드 (2008)
- ICW 태그팀 챔피언 (1회) - 자비어
- 임팩트 컵 (2010) - 자비어
- 미치노쿠 프로레슬링 브리티쉬 커먼월스 주니어 헤비웨이트 챔피언 (1회)
- 후타리타비 태그팀 리그 (2002) - 슈퍼 라이스 보이
- MCW 태그팀 챔피언 (1회) - 레인
- IWGP 주니어 헤비웨이트 태그팀 챔피언 (1회) - 아메리칸 드래곤
- NWA 플로리다 헤비웨이트 챔피언 (1회)
- NWA 미드웨스트 태그팀 챔피언 (1회) - 캐빈 퀸
- CT 컵 (1회)
- PWF 유나이티드 스테이츠 챔피언 (1회)
- 2엔드 신야 하시모토 레거시 컵 (2002)
- 3PW 월드 헤비웨이트 챔피언 (1회)
- PWI 태그팀 오브 더 이열 (2006) - AJ 스타일스
- PWI 모스트 인스피레이셔널 레슬러 오브 더 이열 (2017)
- PWI 랭크드 힘 #15 오브 더 500 싱글즈 레슬링 오브 더 이열 인 더 PWI 500 인 2006
- 제로1-맥스 유니파이드 스테이츠 오픈웨이트 챔피언 (1회)
- ROH 월드 챔피언 (1회)
- ROH 월드 텔레비전 챔피언 (1회)
- RoH 월드 태그팀 챔피언 (4회) - 도노반 모건 (1회), 맷 사이달 (1회), 프랭키 카자리안 (2회)
- RoH 월드 식스-맨 태그팀 챔피언 (1회) 스콜피오 스카이 앤 프랭키 카자리안
- 데케이드 오브 엑셀런트 (2017)
- ROH 태그팀 챔피언 토너먼트 (2002) - 도노반 모건
- 포스 트리플 크라운 챔피언
- 퍼스트 그랜드 슬램 챔피언
- 매치 오브 더 이열 (2000) - 커트 앵글 2000년 9월 13일 프로레슬링
- 레슬러 오브 더 이열 (2000)
- TNA X-디비전 챔피언 (4회)
- TNA 월드 태그팀 챔피언 (2회) - 카자리안
- NWA 월드 태그팀 챔피언 (6회) - 로우 키 앤 엘릭 스키퍼(3회), 제임스 스톰 (1회), AJ 스타일스 (2회)
- 피스트 오브 파이어 (2007)
- 피스트 오브 파이어 (2008)
- TNA 월드 컵 오브 레슬링 (2013) - 제임스 스톰, 카자리안, 케니 킹, 앤 미키 제임스
- 월드 X 컵 (2004) - 제리 린, 크리스 세이빈 앤 엘릭 스키퍼
- 퓨드 오브 더 이열 (2005) - AJ 스타일스
- 매치 오브 더 이열 (2004) - 엘릭 스키퍼 vs 크리스 해리스 앤 제임스 스톰 TNA 임팩트! 터닝 포인트 2004 2004년 12월 5일
- 매치 오브 더 이열 (2006) - AJ 스타일스 vs 하머사이드 앤 헤르난데스 TNA 임팩트! 노 서렌더 2006 2006년 9월 24일
- 태그팀 오브 더 이열 (2006) - AJ 스타일스
- UPW 헤비웨이트 챔피언 (1회)
- WCPW 리그 챔피언 (1회)
- WCPW 라이트웨이트 챔피언 (1회)
- WCPW 미들웨이트 챔피언 (1회)
- WCPW 태그팀 챔피언 (2회) - 캐빈 퀸 (1회), 마이크 앤써니 (1회)
- WPW 헤비웨이트 챔피언 (1회)
- WWC 월드 태그팀 챔피언 (1회) - 캐빈 퀸
- IFWA 헤비웨이트 챔피언 (1회)
- 바이프 스타 매치 (2005) VS 사모아 조 앤 AJ 스타일스 엑트 TNA 언브레이커블 2005
- 태그팀 오브 더 이열 (2012) - 카자리안
- 워스트 워크드 오브 더 이열 (2006) - TNA 리버스 배틀 로얄 온 TNA 임팩트!